# Eldis Cobo Arteaga
Eldis Cobo Arteaga, nació en Santiago de Cuba, Provincia de Santiago de Cuba, el 2 de septiembre de 1929. Falleció en La Habana en 1991. Fue un Maestro Internacional de ajedrez cubano.

## Resultados destacados en competición
Fue una vez ganador del Campeonato de Cuba de ajedrez, en el año 1950, empatado con el jugador Rosendo Romero.
Ganador del Campeonato abierto de ajedrez de Estados Unidos en el año 1958 en Rochester, Minnesota.
Participó representando a Cuba en ocho Olimpíadas de ajedrez en los años 1952, 1960, 1962, 1964, 1966, 1968, 1970 y 1972.